# L'Effet Murdoch
Située chronologiquement avant la sixième saison, L'Effet Murdoch est une aventure de Murdoch composée de six parties de 4 minutes. Elle est mise sur le site de France TV le 25 août 2017.

## Synopsis
Murdoch et Crabtree enquête sur la disparition de Grace Crandall. Lorsque George assomme Murdoch par accident celui-ci se réveille dans le futur, en 2012. Il y découvre une version bien différente de George et de Julia.

## Distribution
- Jonny Harris : Détective/Agent George Crabtree
- Yannick Bisson : Détective William Murdoch
- Thomas Craig : Thomas Brackenreid
- Hélène Joy : Détective Julia Ogden
- Georgina Reilly : Grace Crandall
- Lachlan Murdoch : Henry Higgins
- Sean Harraher : Agent de police

### Première partie
- Canada : 24 mai 2012 sur Citytv

### Deuxième partie
- Canada : 28 mai 2012 sur Citytv

### Troisième partie
- Canada : 31 mai 2012 sur Citytv

### Quatrième partie
- Canada : 1er juin 2012 sur Citytv

### Cinquième partie
- Canada : 6 juin 2012 sur Citytv

### Sixième partie
- Canada : 12 juin 2012 sur Citytv